# Гринстрит, Лайонел
Лайонел Гринстрит (англ. Lionel Greenstreet; 20 марта 1889 — 13 января 1979) — британский антарктический исследователь.

## Биография
Родился в семье офицера торгового флота Британской империи. В 15-летнем возрасте стал курсантом мореходного училища, которое окончил в 1911 году.
Будучи морским офицером, и имея опыт в мореплавании, в 1914 году обратился к капитану экспедиционного судна «Эндьюранс» Фрэнку Уорсли с просьбой зачислить его в экипаж. Как раз в это время старший помощник командира экспедиционного судна «Эндьюранс» отбыл для участия в начавшейся Первой мировой войне и Л. Гринстрит был взят на его место.
Один из участников Имперской трансантарктической экспедиции (1914—1917) под командованием сэра Эрнеста Шеклтона, целью которой было пересечение всего Антарктического материка в самом узком месте на дистанцию 1800 миль (2900 км).
Группа Э. Шеклтона на «Эндьюранс» должна была подойти к побережью моря Уэдделла, перезимовать в заливе Фазеля и следующим антарктическим летом выступить к Южному полюсу.

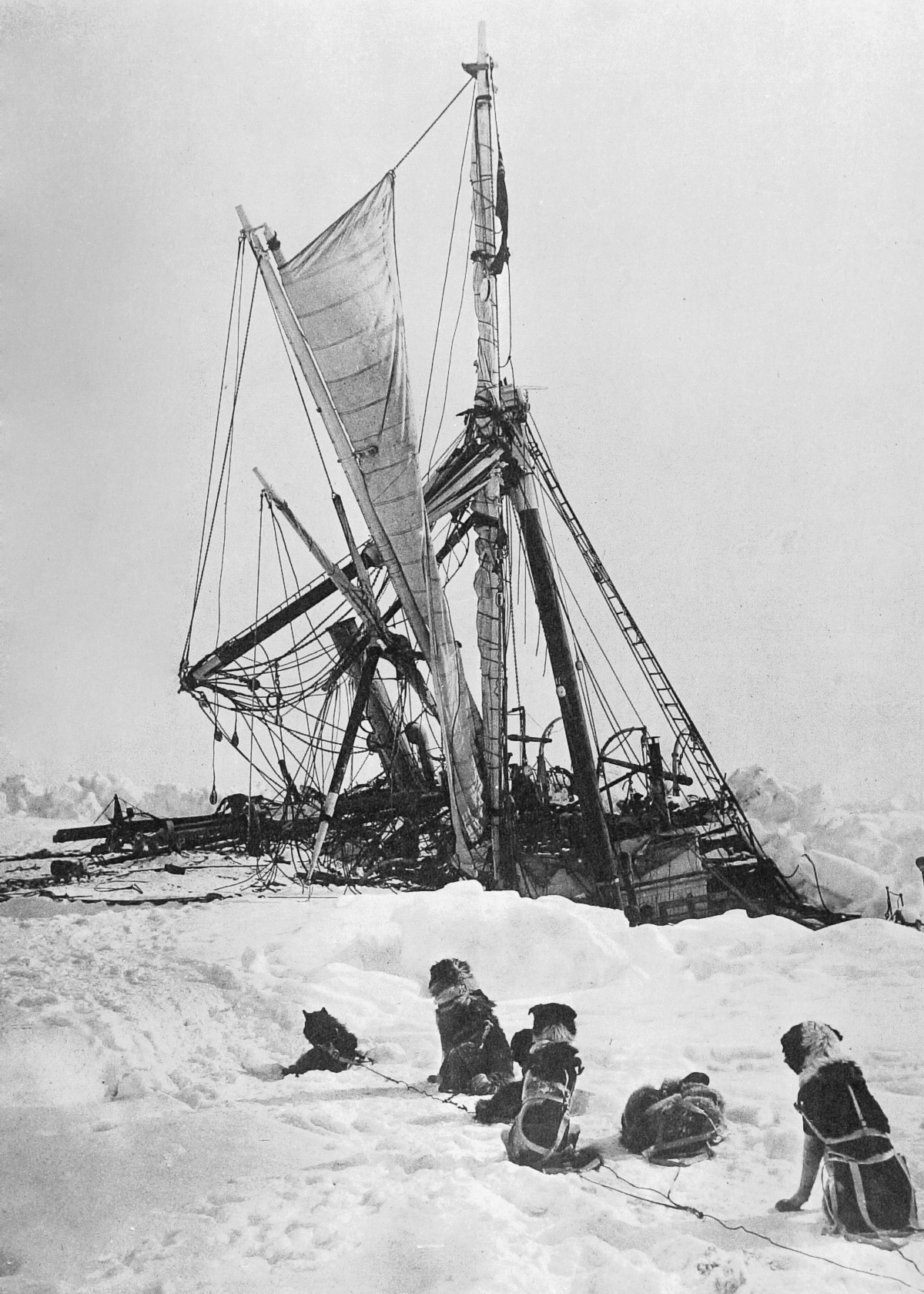
Разбитый «Эндьюранс» во льдах

18 января 1915 г. «Эндьюранс» был зажат в паковых льдах и начал незапланированный дрейф, в ходе которого был раздавлен льдами и затонул. 27 октября команда покинула судно и разбила лагерь на замерзшей поверхности моря Уэдделла.
В связи со сложившейся ситуацией в обязанности Гринстрита входило командование группой ездовых собак и помощь в заготовке свежего мяса для пополнения сокращающихся запасов питания потерпевших кораблекрушение. Позднее Шеклтон с благодарностью вспоминал, как Гринстрит и его партнёр по охоте А. Маклин убили и принесли тюленя весом около 240 кг.
В условиях пронизывающего холода, долгих месяцев полной темноты, постоянных опасностей, нехватки продовольствия оставшаяся на острове часть команды Шеклтона осуществила зимовку и была спасена лишь 30 августа 1916 года.
Экспедиция Э. Шеклтона, участником которой был Л. Гринстрит, считается последним великим путешествием «Золотого века полярных исследований», использующим технологии XIX века, когда ограниченная в ресурсах команда была полностью отрезана от внешнего мира.
Умер в 1979 году. Лайонел Гринстрит был последним выжившим участником Имперской трансантарктической экспедиции.